# Krakauer Poort (Lublin)

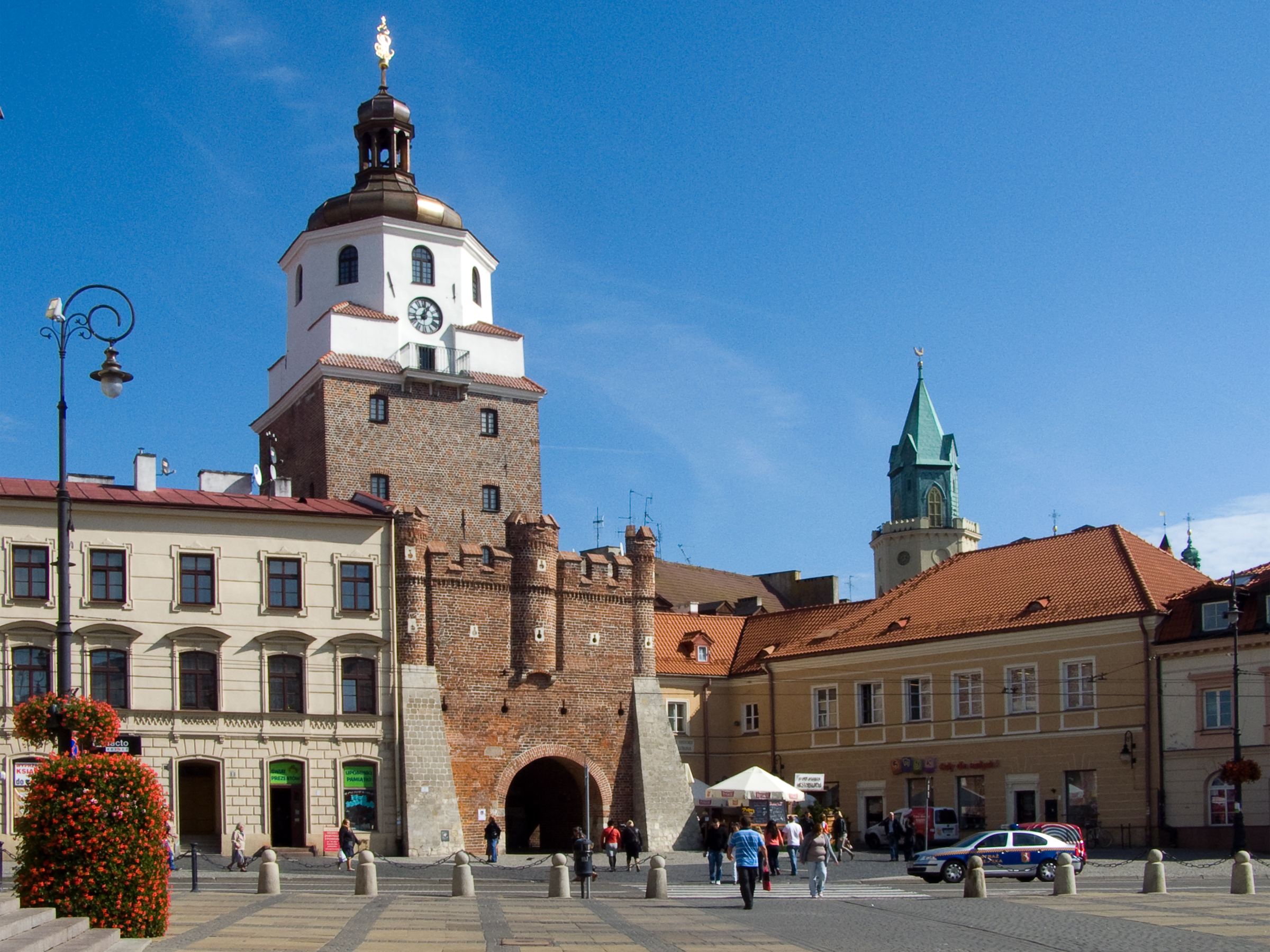
De Krakauer Poort en stadsmuseum in Lublin

De Krakauer Poort (Pools:Brama Krakowska) of Krakause Poort is een stadspoort in de Poolse stad Lublin. De poort is een van de drie behouden stadspoorten van de stad. De andere twee zijn de Jodenpoort en de Vispoort. De Krakauer Poort is een poort die gebouwd werd in de 1341, als een deel van de vestingwerken rondom de stad. Boven het poortgebouw bevindt zich het Stadsmuseum van Lublin. De poort heeft zes verdiepingen, is een van de symbolen van de stad Lublin en de toren is te beklimmen. Verder is het een toegangsweg tot het historische centrum van de stad.

## Geschiedenis
De eerste bouwfase van de Krakauer Poort werd voltooid in de 14e eeuw. Uit deze tijd stammen de onderste twee verdiepingen. De verdiepingen zijn een voorbeeld van baksteengotiek. In de 16e eeuw werd de poort gerenoveerd nadat de poort verschillende malen met brand te maken heeft gehad en hierdoor was beschadigd. De toegangspoort werd gebouwd in de 16e eeuw, bij deze bouw werden de derde en vierde verdieping gebouwd. In de 17e eeuw werd de poort voorzien van de kenmerkende toren in de stijl van de barok en de vijf en zesde verdieping. In 1778 werd de toren gerenoveerd door Domenico Merlini.
Vanwege de langlopende renovaties en de beperkte financiële middelen van de stad, was de stad voornemend de stadspoort in 1830 te slopen. Dit is echter niet uitgevoerd. In 1954, naar aanleiding van de 10e verjaardag van Volksrepubliek Polen, werd de poort opnieuw gerenoveerd en nog eens tussen 1962 tot 1965. Bij deze renovatie kwam de poort in haar oorspronkelijk gotische aanzicht terug en werd de stadspoort verbouwd tot Stadsmuseum van Lublin.

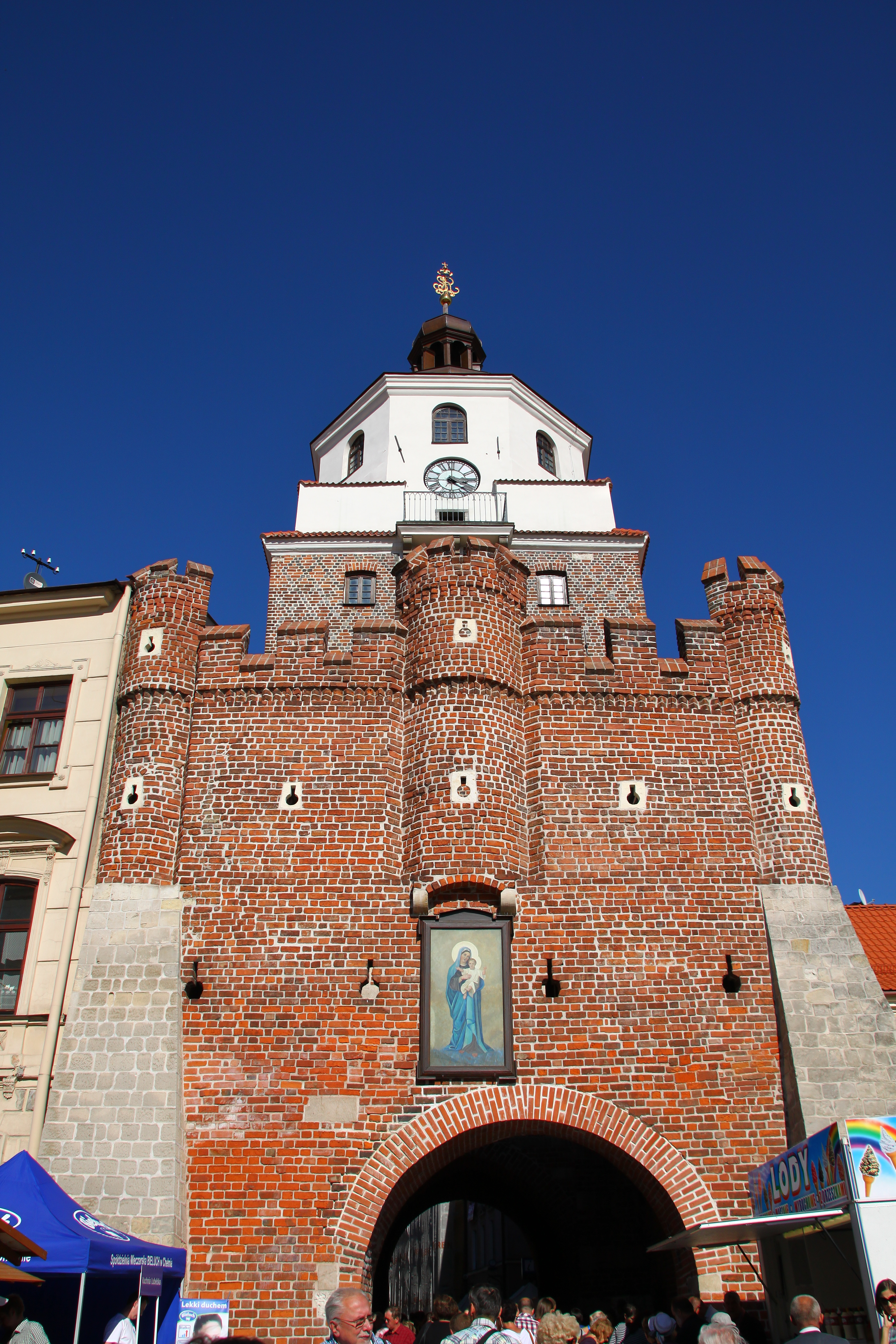
De Krakauer Poort met het Icoon van Sinta-Maria
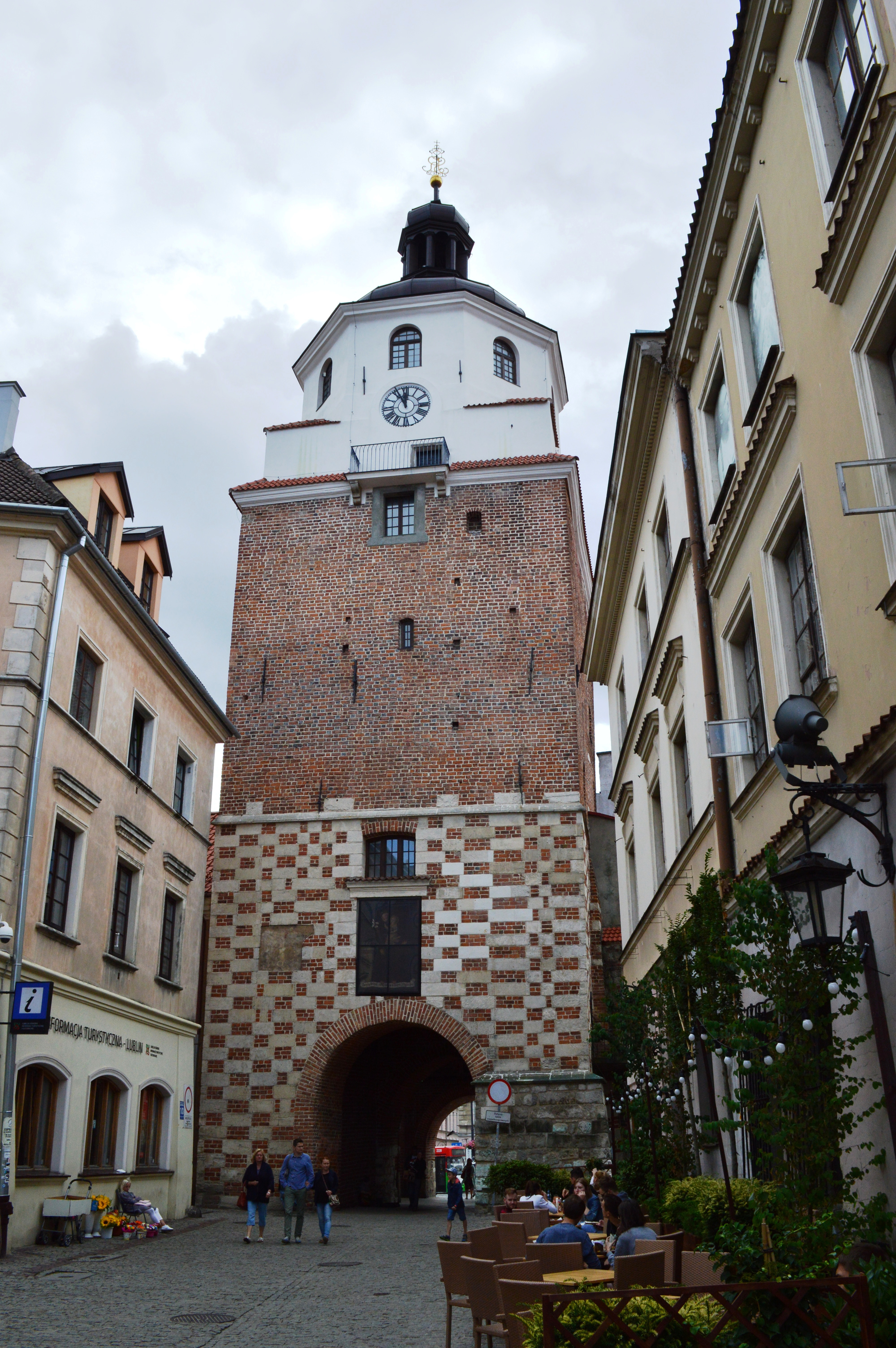
De Krakauer Poort vanuit de historische centrum van Lublin
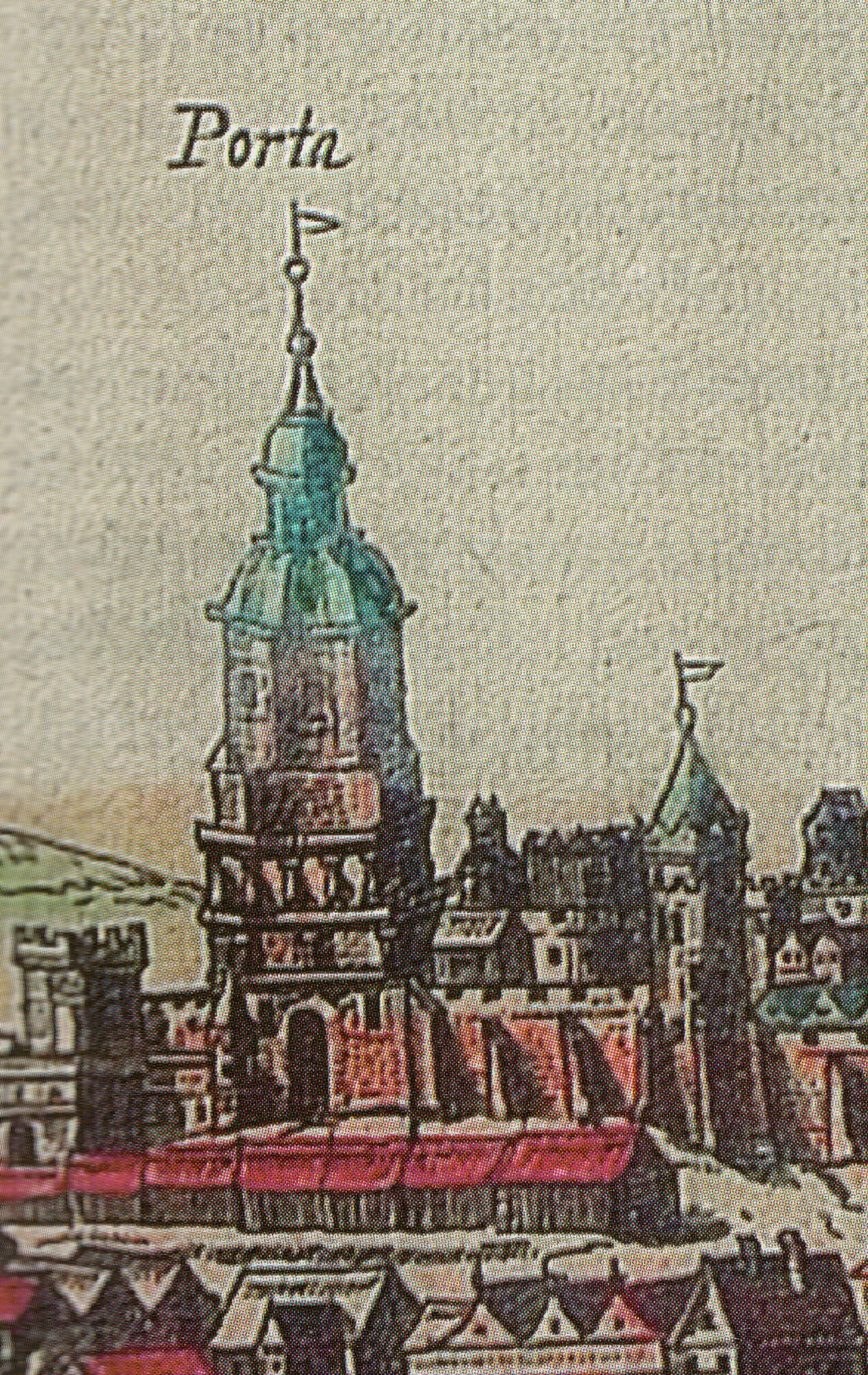
De Krakauer Poort in 1618
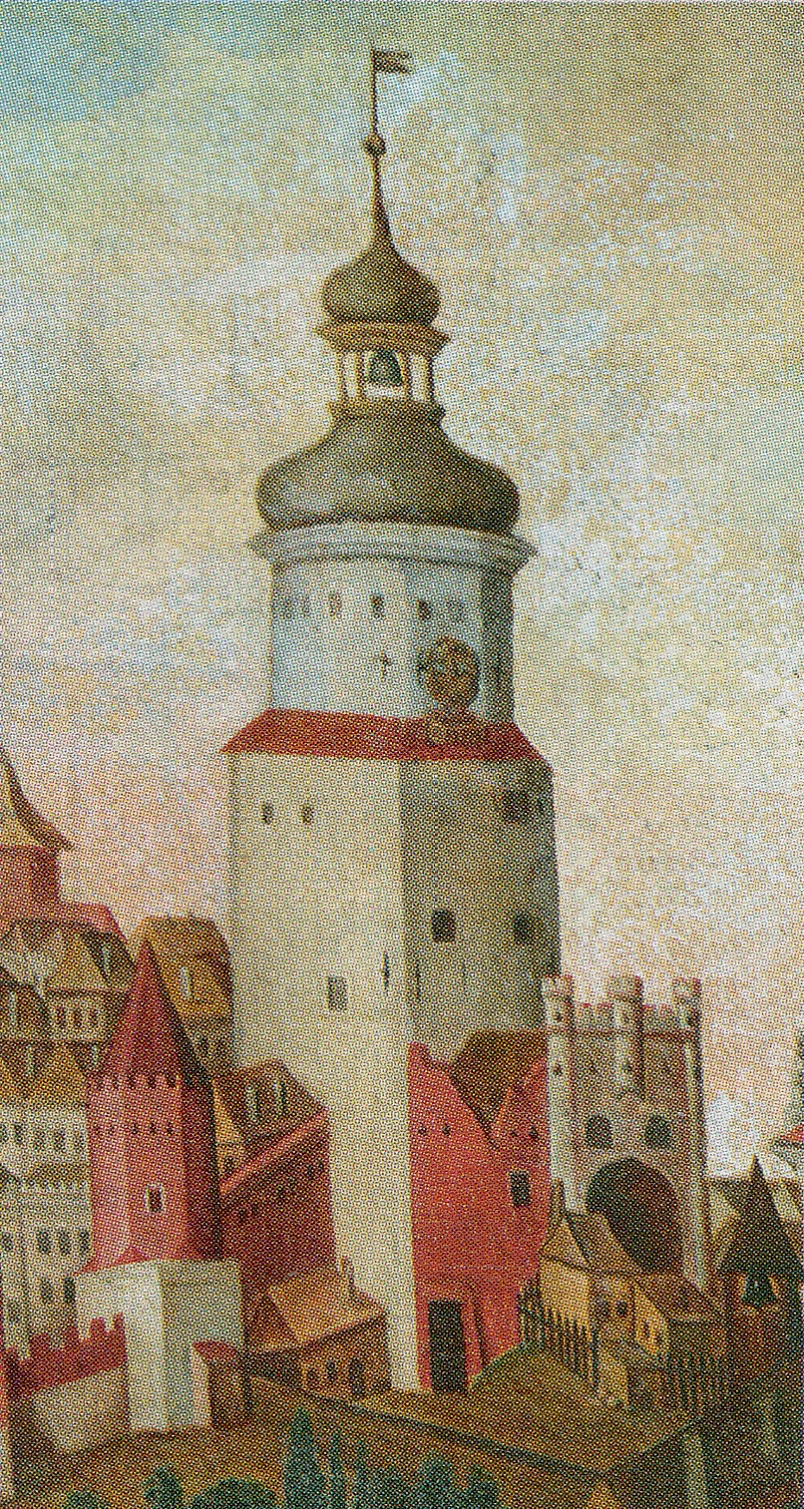
De Krakauer Poort in 1740
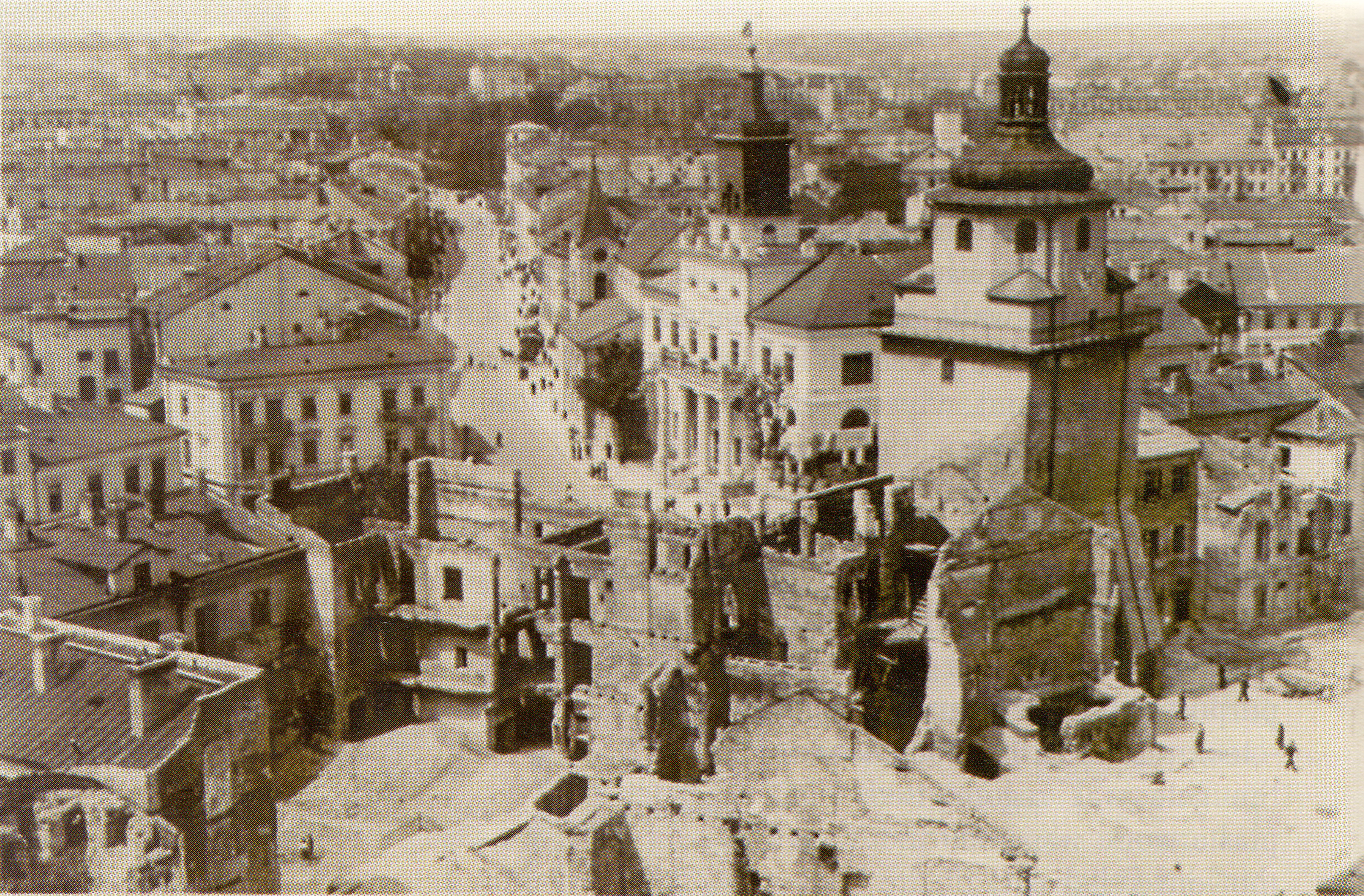
Lublin en de Krakauer Poort na de schade van de Tweede Wereldoorlog in 1944